# Mike Johnson (bassista)
Mike Johnson (Grants Pass, 27 agosto 1965) è un bassista e cantautore statunitense.

## Biografia
Ha iniziato la sua carriera a Eugene, nell'Oregon, con gli Snakepit dal 1984 al 1989.
Nel 1991 rimpiazzò Lou Barlow nei Dinosaur Jr., dando il suo supporto nelle esibizioni dal vivo e in molti dei lavori in studio del gruppo tra il 1991 e il 1997.
In seguito ha suonato con la band di Mark Lanegan. Ha inoltre collaborato con i Queens of the Stone Age e i Caustic Resin.

## Discografia

### Album
- 1989 - Waste
- 1994 - Where Am I?
- 1996 - Year of Mondays
- 1998 - I Feel Alright
- 2002 - What Would You Do
- 2006 - Gone Out of Your Mind
- 2010 - The Uninvited - Uncollected & Unreleased 1994-2007

### Singoli
- 1996 - 100% Off /The Redeemer

### Con Dinosaur Jr.
- Where You Been (1993)
- Without a Sound (1994)
- Hand It Over (1997)

### Con Mark Lanegan
- The Winding Sheet (1990)
- Whiskey for the Holy Ghost (1994)
- Scraps at Midnight (1998)
- I'll Take Care of You (1999)
- Field Songs (2001)
- Imitations (2013)